# Marco Gaggini
Marco Gaggini (Varese, 7 aprile 2002) è un pallavolista italiano, libero della Sir Safety Perugia.

## Carriera

### Club
La carriera di Marco Gaggini inizia nella giovanili del Milano nel 2016: nella stagione 2021-22 viene promosso in prima squadra, in Superlega, con cui conquista la Coppa CEV. Resta nella massima divisione italiana anche nell'annata 2022-23, passando però al Verona, per poi far ritorno al Milano già nella stagione successiva. Per il campionato 2025-26 firma per la Sir Safety Perugia, sempre in Superlega.

## Palmarès

### Club
- Coppa CEV: 1

2021-22